# Hellmuth Becker (SS-Mitglied)

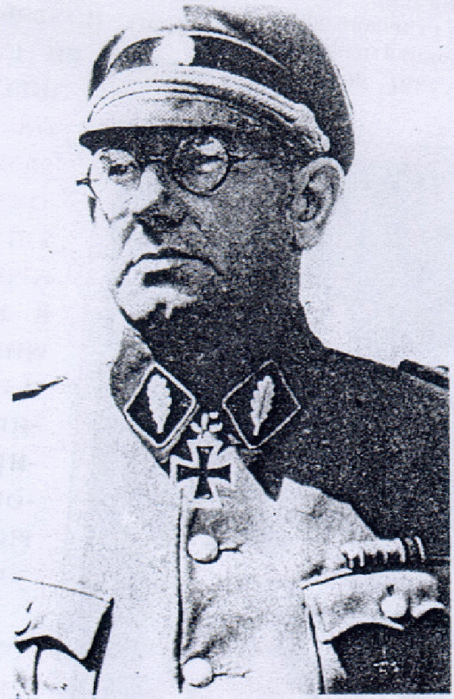
Hellmuth Becker,
hier SS-Standartenführer

Hellmuth Hermann Becker (* 12. August 1902 in Alt Ruppin; † 28. Februar 1953 in Swerdlowsk, heute Jekaterinburg) war ein deutscher SS-Brigadeführer und Generalmajor der Waffen-SS sowie der letzte Kommandeur der 3. SS-Panzer-Division Totenkopf.

## Leben
Aufgewachsen ist der Sohn eines Malermeisters in Neuruppin, wo er auch die Realschule absolvierte. Später begann er eine Ausbildung im Rathaus von Alt Ruppin.
Am 1. August 1920 trat er in das 5. Infanterie-Regiment der Reichswehr in Neuruppin ein und wurde der 16. Kompanie in Greifswald und später der 5. Kompanie in Angermünde zugeteilt. Nach seiner Ausbildung an der Heeresfachschule, wurde als Feldwebel in der Kommandantur Stettin eingesetzt. Ab 1928 war er Stabswachtmeister im Stab des 2. (Preußisches) Artillerie-Regiments in Schwerin, wo er auch das Abitur nachholte. Am 1. August 1932 schied er aus dem aktiven Dienst in der Reichswehr aus.

## Zwischenkriegszeit
Am 28. Februar 1933 trat er in Stettin in die SS (SS-Nummer 113.174) ein und arbeitete hier kurze Zeit auch mit Wilhelm Bittrich und Hermann Prieß zusammen. Er war dort beauftragter Adjutant des III. Sturmbann der 9. SS-Standarte. Außerdem trat er zum 1. April 1933 der NSDAP bei (Mitgliedsnummer 1.592.593). Am 1. Juli 1935 versetzte man ihn zum SS-Totenkopfverband Oberbayern in Dachau. Hier wurde er Chef der Rekrutenausbildungs-Kompanie sowie ab 1936 Leiter der Unterführer-Lehrgänge an der SS-Unterführerschule Dachau und in dieser Funktion am 9. November 1936 zum Sturmbannführer ernannt. Er war in Dachau auch in Angelegenheiten des Transports und der Bewachung im KZ Dachau involviert. Nach der Erweiterung der 1. SS-Totenkopfstandarte Oberbayern wurde er am 9. November 1937 zum Kommandeur des I. Sturmbannes bestellt und per 30. Januar 1938 zum SS-Obersturmbannführer befördert.
Beteiligt war er am Anschluss Österreichs und der Besetzung des Sudetenlands, wo er mit seiner Einheit, dem I. SS-Bataillon, der Wehrmacht unterstellt wurde.

## Zweiter Weltkrieg
Zu Beginn des Zweiten Weltkrieges wurde die Totenkopfstandarte Oberbayern als SS-Totenkopf-Infanterieregiment 1 in die neue motorisierte Totenkopfdivision eingefügt und er nahm mit dieser am Westfeldzug teil. Im Mai 1940 zum SS-Standartenführer befördert, wurde er zum Kommandeur des I. Bataillons des SS-Totenkopf-Infanterieregiments 1 ernannt.
Mit Beginn des Überfalls auf die Sowjetunion übernahm er am 7. Juli 1941 in Vertretung das Kommando über das Regiment, auch nachdem er am 10. Juli verwundet wurde. Am 8. August wurde er dann offiziell zum Kommandeur des Regiments ernannt. Am 12. September 1941 wurde er Kommandeur des Kradschützen-Bataillons der SS-Totenkopfdivision. Ab dem 25. Oktober 1941 übernahm der die Führung des SS-Totenkopf-Infanterieregiments 3, dessen Kommandeur er später wurde. Mit dieser war in der Kesselschlacht von Demjansk eingesetzt.
Nachdem seine Division im Herbst 1942 zu einer Panzergrenadier-Division umgegliedert worden war, ernannte man ihn zum Kommandeur des SS-Panzergrenadier-Regiments 6. Dieses wurde nach dem Tod Theodor Eickes in SS-Panzergrenadier-Regiment 6 Theodor Eicke umbenannt (das ursprünglich das SS-Totenkopf-Infanterieregiment 3 war). An der Spitze des Regiments galt Becker als zäher Regimentskommandeur, jedoch auch persönlich als unberechenbarer SS-Führer. Aus einem internen Briefwechsel zwischen SS-Obergruppenführer Hans Jüttner, Leiter des SS-Führungshauptamtes und SS-Gruppenführer Maximilian von Herff, Chef des SS-Personalhauptamtes geht folgendes hervor: „Becker habe unter anderem russische Frauen in der Öffentlichkeit vergewaltigt und sei als Regimentskommandeur an vorderster Front sinnlos betrunken gewesen. Schon an Weihnachten 1942 in Frankreich habe Becker im Offizierskasino seines Regiments eine Orgie veranstaltet. Voll betrunken habe er Möbel zertrümmert und Fensterscheiben zerschlagen und dann vor seinen ebenfalls betrunkenen und Unzucht treibenden Offizierskameraden ein Pferd zu Tode geritten. Außerdem hätte Becker im Frühjahr 1943 in seinem Befehlsstand an der ukrainischen Front Prostituierte gehalten, und am 20. April 1943 habe er im Rausch - zur Feier von Hitlers Geburtstag - befohlen, alle schweren Geschütze in seinem Regiment sollten zehn Minuten lang Salut schießen; dadurch habe er wertvolle Munition verschwendet und die Männer benachbarter Einheiten gezwungen, in Deckung zu gehen.“ Nach verschiedenen Kampfeinsätzen an der Ostfront wurde er am 12. Januar 1944 in die Führerreserve versetzt, übernahm aber bereits am 13. März 1944 das Kommando über das SS-Panzergrenadier-Regiment 36 der 16. SS-Panzergrenadier-Division „Reichsführer SS“ in Italien und wurde zum SS-Oberführer befördert.
Nachdem Hermann Prieß im März 1943 die SS-Division Totenkopf aufstellte, wurde Becker am 13. Juli 1944 zum Kommandeur der 3. SS-Panzer-Division Totenkopf ernannt. Mit dieser nahm er an der Panzerschlacht von Prochorowka sowie danach gemeinsam mit der 5. SS-Panzer-Division „Wiking“, unter SS-Standartenführer Johannes Mühlenkamp und dem IV. SS-Panzerkorps, unter SS-Obergruppenführer und General der Waffen-SS Herbert Gille, in Radzymin mit der Heeresgruppe Mitte an der Niederschlagung des Warschauer Aufstands teil.
Die folgenden Monate verbrachte er mit seiner Division östlich von Warschau und später östlich von Modlin. Im Januar 1945 nahm er mit der 3. und 5. SS-Panzer-Division am Kampf um Ungarn teil, wobei er bei der Schlacht um Budapest die Entsatzangriffe unterstützen und die sowjetische Gegenoffensive bei Stuhlweißenburg aufhalten sollte. Die Schlacht endete in einer Niederlage, obwohl die meisten der Elitedivisionen der Waffen-SS beteiligt waren. Daraufhin zog er sich mit seiner Division in Richtung Wien zurück und kämpfte dort noch in der Schlacht um Wien. Kurz vor der Kapitulation der Stadt erhielt er den Befehl, sich nach Westen zu begeben und sich dortigen Amerikanern zu ergeben. Nachdem der Kommandant der amerikanischen Einheit die Entgegennahme der Kapitulation der Division abgelehnt hatte, unternahm Becker den Versuch der ehrenhaften Kapitulation gegenüber den sowjetischen Truppen, wurde jedoch von diesen gefangen genommen.
Im November 1947 wurde er von einem sowjetischen Militärgericht in Poltawa wegen Kriegsverbrechen zu dreimal 25 Jahren Zwangsarbeit verurteilt und kam in das Kriegsgefangenenlager 377 Swerdlowsk. Am 9. September 1952 wurde Becker in einem zweiten Prozess in Rostow wegen Sabotage am Arbeitsplatz zum Tode verurteilt. Am 28. Februar 1953 wurde das Urteil vollstreckt.